# Улица Академика Петровского
У́лица Акаде́мика Петро́вского (название утверждено 24 апреля 1973 года; до 1917 года — Ризположенский переулок, с 1924 года Выставочный переулок) — улица, расположенная в Центральном и Южном административных округах города Москвы на территории района Якиманка и Донского района. Улица начинается от Ленинского проспекта, далее справа к ней примыкает Малая Калужская улица, затем она пересекает Донскую улицу и заканчивается примыканием к улице Шаболовка.

## Происхождение названия
Улица названа в 1973 году в честь советского математика, ректора Московского государственного университета (1951—1973) И. Г. Петровского (1901—1973), жившего в доме № 13 (проект академика А. В. Щусева) на пересечении Большой Калужской улицы (сейчас Ленинский проспект) и данной улицы (именуемой в то время Выставочным переулком).

## История
Первое название — Ризоположенский переулок, по церкви, построенной в конце XVII века и освящённой в честь Положения ризы Господней. В 1924 году его переименовали в Выставочный переулок — это был один из подъездных путей к Всероссийской сельскохозяйственной и кустарно-промышленной выставке, находившейся на территории нынешнего ЦПКиО им Горького.

## Здания и сооружения
По нечётной стороне:
- № 3 — жилой дом. Здесь жил конструктор А. П. Ваничев[3], экономист Т. С. Хачатуров[4], биофизик Г. М. Франк[5], физик, лауреат Нобелевской премии И. М. Франк[6], математик С. Л. Соболев (мемориальная доска, 1995)[7], физиолог О. Г. Газенко[8].
- № 5 — жилой дом начали строить в начале 1930-х годов по проекту приглашённого голландского архитектора М. Г. Виссинга для кооператива «Мировой Октябрь». В 1935 году заказчики привлекли советского архитектора Н. И. Рипинского, по проекту которого строительство завершили в 1935 году, увеличив первоначальную высоту здания на один этаж[9]. В доме жил экономист Лев Гатовский[10].

По чётной стороне:
- № 10 — Строительный колледж № 30

## Транспорт
В 1936—1957 годах по улице ходил трамвай. Сейчас общественного транспорта нет.